# Forbachsee bei Bebra
Forbachsee bei Bebra este o arie protejată (arie specială de conservare — SAC, sit de importanță comunitară — SCI) din Germania întinsă pe o suprafață de 22,32 ha, integral pe uscat.

## Localizare
Centrul sitului Forbachsee bei Bebra este situat la coordonatele 50°58′36″N 9°46′03″E / 50.9767°N 9.7675°E.

## Înființare
Situl Forbachsee bei Bebra a fost declarat sit de importanță comunitară în aprilie 1999 pentru a proteja 23 de specii de animale. Situl a fost protejat și ca arie specială de conservare în martie 2008.

## Biodiversitate
Situată în ecoregiunea continentală, aria protejată conține 4 habitate naturale: Cursuri de apă de la nivel de câmpie la nivel montan, cu vegetație Ranunculion fluitantis și Callitricho-Batrachion, Liziere de ierburi înalte hidrofile de câmpie și de nivel montan până la alpin, Păduri de fag Luzulo-Fagetum, Păduri aluvionare cu Alnus glutinosa și Fraxinus excelsior (Alno-Padion, Alnion incanae, Salicion albae).
La baza desemnării sitului se află mai multe specii protejate de  păsări (23): pescăruș albastru (Alcedo atthis), rață lingurar (Anas clypeata), rață mică (Anas crecca crecca), rață fluierătoare (Anas penelope), rață cârâitoare (Anas querquedula), Anas strepera strepera, gâscă cenușie (Anser anser), rață-cu-cap-castaniu (Aythya ferina), rața moțată (Aythya fuligula), rață roșie (Aythya nyroca), chirighiță neagră (Chlidonias niger), cuc (Cuculus canorus), ciocănitoarea de stejar (Dendrocopos medius), ciocănitoare neagră (Dryocopus martius), Gallinula chloropus chloropus, sfrâncioc roșiatic (Lanius collurio), ferestraș mic (Mergus albellus), Mergus merganser merganser, codobatură de munte (Motacilla cinerea), vultur pescar (Pandion haliaetus), cormoran mare (Phalacrocorax carbo carbo), ciocănitoare verzuie (Picus canus), Podiceps cristatus cristatus.
Pe lângă speciile protejate, pe teritoriul sitului au mai fost identificate 5 specii de plante, 2 specii de amfibieni, 2 specii de mamifere, 7 specii de nevertebrate, 12 specii de pești.